# Sigrid (cantora)
Sigrid Solbakk Raabe (Ålesund, 5 de setembro de 1996), conhecida artisticamente como Sigrid, é uma cantora e compositora norueguesa. Angariou sucesso a partir de 2017, com o lançamento "Don't Kill My Vibe" e, em janeiro de 2018, recebeu o BBC Music Sound of 2018.

## Biografia e carreira
Sigrid nasceu no município de Ålesund, na Noruega. Seu irmão, Tellef, é músico e a cantora tem uma irmã chamada Johanne. Durante a infância, inspirou-se em artistas como Joni Mitchell, Adele e Neil Young.  Atualmente, vive em Bergen, um município de Hordaland, na Noruega.
A carreira musical de Sigrid começa em 2013, com o lançamento do single "Sun". A canção, portanto, foi vista como uma avanço musical dentro de seu país de origem. No ano seguinte, assinou com a gravadora Petroleum Records e fez aparições em festivais como o Øyafestivalen. Em 2016, assinou um contrato musical com a Island Records. Lançou, em 2017, a canção "Don't Kill My Vibe". A canção entrou nas paradas musicais da Noruega, Austrália e dos Estados Unidos. Em agosto de 2017, performou nos Festivais de Reading e Leeds, no Reino Unido. A canção "Don't Kill My Vibe" esteve presente no jogo The Sims 4: Parenthood. Sigrid está presente na trilha-sonora do filme Justice League, onde faz um cover da canção "Everybody Knows", de Leonard Cohen. Em 2018, foi anunciada como BBC Music Sound of 2018. Em 10 de fevereiro de 2018, apresentou um episódio da série musical The Playlist, da CBBC.
Em dezembro de 2018, Sigrid anunciou seu álbum de estreia Sucker Punch  para 8 de março de 2019. Em 2021 e 2022, Sigrid lançou os singles "Mirror", "Burning Bridges" e "It Gets Dark", e em 11 de março de 2022 anunciou seu segundo álbum How to Let Go.

## Discografia

### Álbuns
| Título                               | Detalhes |
| ------------------------------------ | --- |
| Sucker Punch                         | - Lançamento: 8 de março de 2019 - Gravadora: Island - Formato: CD, cassete, vinil, download digital               |
| How to Let Go                        | - Lançamento: 6 de maio de 2022 - Gravadora: Island - Formato: CD, cassete, vinil, download digital                |
| There's Always More That I Could Say | - Lançamento programado: 24 de outubro de 2024 - Gravadora: Island - Formato: CD, cassete, vinil, download digital |

### EPs
| Título             | Detalhes                                                                         |
| ------------------ | -------------------------------------------------------------------------------- |
| Don't Kill My Vibe | - Lançamento: 12 de maio de 2017 - Gravadora: Island - Formato: Download digital |
| Raw                | - Lançamento: 11 de maio de 2018 - Gravadora: Island - Formato: Download digital |

### Singles

#### Como artista principal
| "Don't Kill My Vibe"                                                 | 2017 | 28 | 80 | — | 20 | 62 | - BPI: Prata | Don't Kill My Vibe |
| "Plot Twist"                                                         | 2017 | —  | —  | — | —  | —  |              | Don't Kill My Vibe |
| "Strangers"                                                          | 2017 | 6  | —  | 7 | 1  | 10 | - BPI: Prata | —                  |
| "Raw"                                                                | 2018 | —  | —  | — | —  | —  |              | Raw                |
| "High Five"                                                          | 2018 | —  | —  | — | —  | —  |              | Raw                |
| "—" denota um single que não entrou nas paradas ou não foi lançado.. |      |    |    |   |    |    |              |                    |

#### Promocionais
| Título                 | Ano  | Álbum             |
| ---------------------- | ---- | ----------------- |
| "Sun"                  | 2013 | Singles sem álbum |
| "Two Fish"             | 2013 | Singles sem álbum |
| "Known You Forever"    | 2014 | Singles sem álbum |
| "I Don't Want to Know" | 2018 | Raw               |

### Aparições
| Título                                     | Ano  | Posições | Álbum          |
| Título                                     | Ano  | SCO      | Álbum          |
| ------------------------------------------ | ---- | -------- | -------------- |
| "Everybody Knows" (cover de Leonard Cohen) | 2017 | 97       | Justice League |

## Prêmios e indicações
| Ano  | Organização          | Prêmio                                    | Trabalho             | Resultado | Ref.   |
| ---- | -------------------- | ----------------------------------------- | -------------------- | --------- | ------ |
| 2017 | P3 Gull              | Revelação do Ano                          | Sigrid               | Venceu    | [ 24 ] |
| 2017 | P3 Gull              | Artista Ao Vivo do Ano                    | Sigrid               | Indicado  | [ 25 ] |
| 2017 | P3 Gull              | Canção do Ano                             | "Don't Kill My Vibe" | Indicado  | [ 25 ] |
| 2018 | EBBA '18             | Artistas Emergentes – Noruega             | Sigrid               | Venceu    | [ 26 ] |
| 2018 | BBC Sound of...      | Som de 2018                               | Sigrid               | Venceu    | [ 27 ] |
| 2018 | MTV Brand New UK     | Novidade para 2018                        | Sigrid               | Indicado  | [ 28 ] |
| 2018 | NME Awards 2018      | Melhor Novo Artista                       | Sigrid               | Indicado  | [ 29 ] |
| 2018 | Spellemannprisen '17 | Revelação do Ano e Bolsa de Estudos Gramo | Sigrid               | Venceu    | [ 30 ] |
| 2018 | Spellemannprisen '17 | Solista Pop                               | Sigrid               | Indicado  | [ 31 ] |
| 2018 | Spellemannprisen '17 | Canção do Ano                             | "Don't Kill My Vibe" | Indicado  | [ 32 ] |